# Список призерів командних чемпіонатів Європи зі спортивної ходьби (чоловіки)
Цей список включає призерів командних чемпіонатів (до 2021 — Кубків) Європи зі спортивної ходьби в чоловічих дисциплінах за всі роки їх проведення.

## Дорослі

### Особиста першість

#### Ходьба 20 км
| Рік  | Золото                             | Срібло                                    | Бронза                             |
| ---- | ---------------------------------- | ----------------------------------------- | ---------------------------------- |
| 1996 | Роберт Коженьовський Польща        | Данієль Пласа Іспанія                     | Фернандо Васкес Іспанія            |
| 1998 | Франсіско Хав'єр Фернандес Іспанія | Роберт Коженьовський Польща               | Айгар Фадєєвс Латвія               |
| 2000 | Роберт Коженьовський Польща        | Андреас Ерм Німеччина                     | Франсіско Хав'єр Фернандес Іспанія |
| 2001 | Віктор Бураєв Росія                | Євген Місюля Білорусь                     | Андреас Ерм Німеччина              |
| 2003 | Франсіско Хав'єр Фернандес Іспанія | Алессандро Ганделліні Італія              | Володимир Андреєв Росія            |
| 2005 | Ілля Марков Росія                  | Хуан Мануель Моліна Іспанія               | Володимир Станкін Росія            |
| 2007 | Йоанн Дініз Франція                | Івано Бруньєтті Італія                    | Ігор Єрохін Росія                  |
| 2009 | Джорджіо Рубіно Італія             | Івано Бруньєтті Італія                    | Жан-Жак Нкулукіді Італія           |
| 2011 | Матей Тот Словаччина               | Якуб Єлонек Польща                        | Бенхамін Санчес Іспанія            |
| 2013 | Денис Стрелков Росія               | Мігель Анхель Лопес Іспанія               | Матей Тот Словаччина               |
| 2015 | Мігель Анхель Лопес Іспанія        | Матей Тот Словаччина                      | Йоанн Дініз Франція                |
| 2017 | Крістофер Лінке Німеччина          | Мігель Анхель Лопес Іспанія               | Персеус Карлстрем Швеція           |
| 2019 | Персеус Карлстрем Швеція           | Василь Мізінов Допущені нейтральні атлети | Дієго Гарсія Іспанія               |
| 2021 | Персеус Карлстрем Швеція           | Альваро Мартін Іспанія                    | Дієго Гарсія Іспанія               |
| 2023 | Франческо Фортунато Італія         | Персеус Карлстрем Швеція                  | Массімо Стано Італія               |

#### Ходьба 35 км
- Дисципліна ходьби на 35 км була вперше включена до чоловічої програми командних чемпіонатів у 2023, замінивши 50-кілометрову дистанцію.

| Рік  | Золото                 | Срібло                    | Бронза                      |
| ---- | ---------------------- | ------------------------- | --------------------------- |
| 2023 | Альваро Мартін Іспанія | Крістофер Лінке Німеччина | Мігель Анхель Лопес Іспанія |

#### Ходьба 50 км
- Дисципліна ходьби на 50 км входила до чоловічої програми кубків (командних чемпіонатів) упродовж 1996—2023, після чого була замінена на 35-кілометрову дистанцію.

| Рік  | Золото                      | Срібло                      | Бронза                     |
| ---- | --------------------------- | --------------------------- | -------------------------- |
| 1996 | Хесус Анхель Гарсія Іспанія | Артуро ді Мецца Італія      | Станіслав Стосік Польща    |
| 1998 | Томаш Ліпець Польща         | Хесус Анхель Гарсія Іспанія | Джованні Перрічеллі Італія |
| 2000 | Хесус Анхель Гарсія Іспанія | Євген Шмалюк Росія          | Дені Ланглуа Франція       |
| 2001 | Хесус Анхель Гарсія Іспанія | Микола Матюхін Росія        | Володимир Потьомін Росія   |
| 2003 | Герман Скуригін Росія       | Олексій Воєводін Росія      | Семен Ловкін Росія         |
| 2005 | Олексій Воєводін Росія      | Сергій Кирдяпкін Росія      | Юрій Андронов Росія        |
| 2007 | Володимир Канайкін Росія    | Тронд Нюмарк Норвегія       | Олег Кисткін Росія         |
| 2009 | Денис Нижегородов Росія     | Хесус Анхель Гарсія Іспанія | Юрій Андронов Росія        |
| 2011 | Денис Нижегородов Росія     | Марко де Лука Італія        | Крістофер Лінке Німеччина  |
| 2013 | Йоанн Дініс Франція         | Іван Носков Росія           | Ігор Главан Україна        |
| 2015 | Іван Носков Росія           | Марко де Лука Італія        | Іван Банзерук Україна      |
| 2017 | Іван Банзерук Україна       | Ігор Главан Україна         | Мікеле Антонеллі Італія    |
| 2019 | Йоанн Дініз Франція         | Дмитро Дюбін Білорусь       | Жуан Вієйра Португалія     |
| 2021 | Марк Тур Іспанія            | Алексі Ояла Фінляндія       | Андреа Агрусті Італія      |

### Командна першість

#### Ходьба 20 км
| Рік  | Золото                                                                                     | Срібло                                                                               | Бронза                                                                             |
| ---- | ------------------------------------------------------------------------------------------ | ------------------------------------------------------------------------------------ | ---------------------------------------------------------------------------------- |
| 1996 | Іспанія Данієль Пласа Фернандо Васкес Валенті Массана Хосе Мануель Родрігес                | Росія Олексій Кронін Руслан Шафиков Ігор Любомиров Володимир Станкін                 | Італія Джованні де Бенедіктіс Джованні Перрічеллі Енріко Ланг Мікеле Дідоні        |
| 1998 | Білорусь Андрій Макаров Артур Мелешкевич Євген Місюля Михайло Хмельницький                 | Іспанія Франсіско Хав'єр Фернандес Валенті Массана Фернандо Васкес Давід Маркес      | Німеччина Андреас Ерм Роберт Ілі Михаель Лозе Майк Траутман                        |
| 2000 | Іспанія Франсіско Хав'єр Фернандес Давід Маркес Хосе Давід Домінгес Хуан Мануель Моліна    | Польща Роберт Коженьовський Томаш Липець Гжегож Судол                                | Німеччина Андреас Ерм Роберт Ілі Ніхан Даймер                                      |
| 2001 | Росія Віктор Бураєв Володимир Андреєв Денис Нижегородов Дмитро Єсипчук                     | Іспанія Франсіско Хав'єр Фернандес Хуан Мануель Моліна Давід Маркес Мікель Одріосола | Італія Лоренцо Чиваллеро Вітторіно Муччі Альфіо Корсаро Алессандро Ганделліні      |
| 2003 | Іспанія Франсіско Хав'єр Фернандес Давід Маркес Хосе Давід Домингес Хосе Алехандро Камбіль | Росія Володимир Андреєв Ілля Марков Андрій Стадничук Костянтин Голубцов              | Італія Алессандро Ганделліні Лоренцо Чиваллеро Енріко Ланг Марко Джунджі           |
| 2005 | Росія Ілля Марков Володимир Станкін Степан Юдін Володимир Парваткін                        | Іспанія Хуан Мануель Моліна Хесус Анхель Гарсія Бенхамін Санчес Хосе Давід Домінгес  | Україна Андрій Юрін Артем Вальченко Андрій Ковенко Олександр Венгловський          |
| 2007 | Білорусь Іван Троцький Сергій Чернов Андрій Талашко Микола Середович                       | Італія Івано Бруньєтті Джорджіо Рубіно Фортунато д'Онофріо Жан-Жак Нкулукіді         | Іспанія Хуан Мануель Моліна Бенхамін Санчес Хосе Ігнасіо Діас Луїс Мануель Корчете |
| 2009 | Італія Джорджіо Рубіно Івано Бруньєтті Жан-Жак Нкулукіді Маттео Джуппоні                   | Іспанія Хуан Мануель Моліна Франсіско Арсілья Мігель Анхель Лопес Бенхамін Санчес    | Польща Рафал Аугустин Давід Томаля Рафал Сікора Беньямін Куцинський                |
| 2011 | Іспанія Бенхамін Санчес Мігель Анхель Лопес Франсіско Арсілья Хосе Ігнасіо Діас            | Італія Джорджіо Рубино Маттео Джуппоні Федеріко Тонтодонаті Даніеле Паріс            | Франція Антонен Буає Кевін Кампьйон Емманюель Буле Бертран Муліне                  |
| 2013 | Україна Руслан Дмитренко Андрій Ковенко Іван Лосев                                         | Росія Денис Стрелков Андрій Рузавін Петро Трофимов                                   | Польща Рафал Аугустин Лукаш Новак Якуб Єлонек Давід Томаля                         |
| 2015 | Німеччина Крістофер Лінке Гаген Пеле Карл Доманн                                           | Росія Андрій Кривов Денис Стрелков Петро Трофимов Олександр Іванов                   | Іспанія Мігель Анхель Лопес Луїс Альберто Амескуа Альваро Мартін Хосе Ігнасіо Діас |
| 2017 | Іспанія Мігель Анхель Лопес Дієго Гарсія Мануель Бермудес Альваро Мартін                   | Німеччина Крістофер Лінке Нільс Брембах Гаген Пеле Йонатан Гільберт                  | Ірландія Алекс Райт Роберт Геффернан Сіан Макманамон                               |
| 2019 | Іспанія Дієго Гарсія Альваро Мартін Мігель Анхель Лопес Луїс Альберто Амескуа              | Велика Британія Томас Босворт Каллум Вілкінсон Кемерон Корбішлі                      | Україна Іван Лосев Едуард Забуженко Віктор Шумік Олег Свистун                      |
| 2021 | Іспанія Альваро Мартін Дієго Гарсія Мігель Анхель Лопес                                    | Італія Франческо Фортунато Массімо Стано Федеріко Тонтодонаті Маттео Джуппоні        | Німеччина Нільс Брембах Крістофер Лінке Лео Кепп Гаген Пеле                        |
| 2023 | Італія Франческо Фортунато Массімо Стано Андреа Козі Джанлука Пікйотіно                    | Іспанія Альберто Амескуа Пол Мак-Грат Дієго Гарсія Альваро Лопес                     | Німеччина Нільс Брембах Лео Кепп Карл Юнгханс Йоганнес Френцль                     |

#### Ходьба 35 км
- Дисципліна ходьби на 35 км була вперше включена до чоловічої програми командних чемпіонатів у 2023, замінивши 50-кілометрову дистанцію.

| Рік  | Золото                                                               | Срібло                                                               | Бронза                                                 |
| ---- | -------------------------------------------------------------------- | -------------------------------------------------------------------- | ------------------------------------------------------ |
| 2023 | Іспанія Альваро Мартін Мігель Анхель Лопес Марк Тур Мануель Бермудес | Італія Андреа Агрусті Ріккардо Орсоні Стефано К'єза Мікеле Антонеллі | Німеччина Крістофер Лінке Натаніель Зайлер Карл Деманн |

#### Ходьба 50 км
- Дисципліна ходьби на 50 км була входила до чоловічої програми кубків (командних чемпіонатів) упродовж 1996—2023, після чого була замінена на 35-кілометрову дистанцію.

| Рік  | Золото                                                                              | Срібло                                                                                   | Бронза                                                                               |
| ---- | ----------------------------------------------------------------------------------- | ---------------------------------------------------------------------------------------- | ------------------------------------------------------------------------------------ |
| 1996 | Іспанія Хесус Анхель Гарсія Басіліо Лабрадор Андрес Марін Оскар Фонт                | Італія Артуро ді Мецца Ораціо Романці Паоло Б'янкі Массімо Фіцьялетті                    | Росія Олег Меркулов Павло Васильєв Олександр Арцибашев Андрій Попов                  |
| 1998 | Іспанія Хесус Анхель Гарсія Басіліо Лабрадор Маріо Авельянеда Хосе Мануель Родрігес | Італія Джованні Перрічеллі Артуро ді Мецца Алессандро Містретта Ораціо Романці           | Словаччина Штефан Малик Петер Корчок Ерік Калина Роман Мразек                        |
| 2000 | Франція Дені Ланглуа Рене Пієр Сільвіан Кодрон Давід Буланже                        | Іспанія Хесус Анхель Гарсія Маріо Авельянеда Сантьяго Перес Хосе Мануель Родрігес        | Німеччина Деніс Траутман Майк Траутман Томас Вальштаб Аксель Ноак                    |
| 2001 | Росія Микола Матюхін Володимир Потьомін Олексій Воєводін Юрій Андронов              | Іспанія Хесус Анхель Гарсія Сантьяго Перес Маріо Авельянеда Хуан Антоніо Поррас          | Франція Дені Ланглуа Давід Буланже Рене Пієр Мішель Томас                            |
| 2003 | Росія Герман Скуригин Олексій Воєводін Семен Ловкін Степан Юдін                     | Іспанія Сантьяго Перес Франсіско Хосе Пінардо Маріо Авельянеда Хосе Антоніо Гонсалес     | Португалія Педру Мартіньш Жорже Коста Луїш Гіль Маріу Контрейраш                     |
| 2005 | Росія Олексій Воєводін Сергій Кирдяпкін Юрій Андронов Володимир Канайкін            | Франція Йоанн Дініз Дені Ланглуа Давід Буланже Едді Ріва                                 | Італія Алекс Швацер Дієго Кафанья Марко де Лука Алессандро Містретта                 |
| 2007 | Росія Володимир Канайкін Олег Кисткін Олексій Воєводін Юрій Андронов                | Іспанія Хесус Анхель Гарсія Сантьяго Перес Франсіско Хосе Пінардо Хосе Алехандро Камбіль | Франція Едді Ріва Давід Буланже Дені Ланглуа Жоан Ожерон                             |
| 2009 | Росія Денис Нижегородов Юрій Андронов Сергій Бакулін Сергій Кирдяпкін               | Іспанія Хесус Анхель Гарсія Мікель Одріосола Хосе Алехандро Камбіль Сантьяго Перес       | Італія Марко де Лука Дієго Кафанья Фортунато д'Онофріо Даріо Прівітера               |
| 2011 | Італія Марко де Лука Жан-Жак Нкулукіді Лоренцо Дессі Теодоріко Капоразо             | Польща Артур Бжозовський Рафал Аугустин Міхал Стасевич                                   | Іспанія Луїс Мануель Корчете Мігель Анхель Прієто Ферран Кольядос Клаудіо Вільянуева |
| 2013 | Україна Ігор Главан Іван Банзерук Сергій Будза Олексій Казанін                      | Польща Гжегож Судол Рафал Сікора Міхал Стасевич Лукаш Аугустин                           | Іспанія Хесус Анхель Гарсія Клаудіо Вільянуева Хосе Ігнасіо Діас Мікель Одріосола    |
| 2015 | Росія Іван Носков Роман Євстифеєв Сергій Шарипов                                    | Італія Марко де Лука Теодоріко Капоразо Федеріко Тонтодонаті Лоренцо Дессі               | Україна Іван Банзерук Сергій Будза Ігор Сахарук Олексій Казанін                      |
| 2017 | Україна Іван Банзерук Ігор Главан Мар'ян Закальницький Андрій Гречковський          | Італія Мікеле Антонеллі Теодоріко Капоразо Андреа Агрусті Федеріко Тонтодонаті           | Іспанія Франсіско Арсілья Іван Пахуело Луїс Мануель Корчете Бенхамін Санчес          |
| 2019 | Україна Іван Банзерук Валерій Літанюк Сергій Будза Дмитро Собчук                    | Іспанія Хосе Ігнасіо Діас Хесус Анхель Гарсія Марк Тур Бенхамін Санчес                   | Білорусь Дмитро Дюбін Олександр Ляхович Володимир Колесник                           |
| 2021 | Італія Андреа Агрусті Марко де Лука Мікеле Антонеллі                                | Німеччина Натанієль Зайлер Карл Юнгханс Карл Доманн                                      | Україна Іван Банзерук Валерій Літанюк Ігор Главан Антон Радько                       |

#### Ходьба 20+50 км
| Рік  | Золото | Срібло | Бронза |
| ---- | --- | --- | --- |
| 1996 | Іспанія Данієль Пласа Фернандо Васкес Валенті Массана Хосе Мануель Родрігес Хесус Анхель Гарсія Басіліо Лабрадор Андрес Марін Оскар Фонт                    | Італія Джованні де Бенедіктіс Джованні Перрічеллі Енріко Ланг Мікеле Дідоні Артуро ді Мецца Ораціо Романці Паоло Б'янкі Массімо Фіцьялетті      | Росія Олексій Кронін Руслан Шафиков Ігор Любомиров Володимир Станкін Олег Меркулов Павло Васильєв Олександр Арцибашев Андрій Попов |
| 1998 | Іспанія Франсіско Хав'єр Фернандес Валенті Массана Фернандо Васкес Давід Маркес Хесус Анхель Гарсія Басіліо Лабрадор Маріо Авельянеда Хосе Мануель Родрігес | Білорусь Андрій Макаров Артур Мелешкевич Євген Місюля Михайло Хмельницький Віктор Гінько Віталій Гордей Олександр Андрушевський Дмитро Савайтан | Німеччина Андреас Ерм Роберт Ілі Михаель Лозе Майк Траутман Деніс Траутман Петер Цаннер Томас Вальштаб Аксель Ноак                 |

## Юніори
Юніори визначають призерів на дистанції 10 кілометрів.

### Особиста першість
| Рік  | Золото                     | Срібло                      | Бронза                         |
| ---- | -------------------------- | --------------------------- | ------------------------------ |
| 2000 | Олександр Кузьмін Білорусь | Ян Альбрехт Німеччина       | Андре Кацинські Німеччина      |
| 2001 | Євген Демков Росія         | Сергій Лисцов Росія         | Микола Середович Білорусь      |
| 2003 | Андрій Юрін Україна        | Олександр Прохоров Росія    | Микола Середович Білорусь      |
| 2005 | Андрій Рузавін Росія       | Джорджіо Рубіно Італія      | Олександр Прохоров Росія       |
| 2007 | Сергій Морозов Росія       | Мігель Анхель Лопес Іспанія | Дмитро Шорін Росія             |
| 2009 | Станіслав Ємельянов Росія  | Валерій Філіпчук Росія      | Веллі-Матті Партанен Фінляндія |
| 2011 | Ігор Лященко Україна       | Гаген Пеле Німеччина        | Дементій Чепарьов Росія        |
| 2013 | Павло Паршин Росія         | Микола Марков Росія         | Віто Мінеї Італія              |
| 2015 | Дієго Гарсія Іспанія       | Жан Бланшето Франція        | Пабло Оліва Іспанія            |
| 2017 | Лео Кепп Німеччина         | Микита Коляда Білорусь      | Лукаш Недзялек Польща          |
| 2019 | Ріккардо Орсоні Італія     | Педро Конеса Іспанія        | Лукаш Недзялек Польща          |
| 2021 | Хосе Луїс Ідальго Іспанія  | Пол Мак-Грат Іспанія        | Серхат Гюнгер Туреччина        |
| 2023 | Дієго Джампаоло Італія     | Гайреттін Їлдіз Туреччина   | Пабло Родрігес Рохас Іспанія   |

### Командна першість
| Рік  | Золото                                                                    | Срібло                                                         | Бронза                                                       |
| ---- | ------------------------------------------------------------------------- | -------------------------------------------------------------- | ------------------------------------------------------------ |
| 2000 | Німеччина Ян Альбрехт Андре Кацинські Франк Вернер                        | Білорусь Олександр Кузьмін Сергій Остапук Андрій Талашко       | Італія Патрік Еннемозер Пауль Гассебнер Івано Медальї        |
| 2001 | Росія Євген Демков Сергій Лисцов Олександр Строков                        | Білорусь Микола Середович Андрій Талашко Дмитро Малиновський   | Польща Беньямін Куцинський Рафал Дись Славомир Майхшицький   |
| 2003 | Росія Олександр Прохоров Володимир Парваткін Володимир Канайкін           | Іспанія Франсіско Арсілья Луїс Мануель Корчете Бенхамін Санчес | Білорусь Микола Середович Олексій Бабич Олександр Казаков    |
| 2005 | Росія Андрій Рузавін Олександр Прохоров Олексій Григор'єв                 | Німеччина Карстен Шмідт Ганнес Тонат                           | Білорусь Денис Симанович Вадим Тіванчук Віталій Боярченко    |
| 2007 | Росія Сергій Морозов Дмитро Шорін Едікт Хайбуллін                         | Іспанія Мігель Анхель Лопес Манель Торла Льюїс Торла           | Франція Кевин Кампьйон Дам'ян Мольми Мехді Буфрен            |
| 2009 | Росія Станіслав Ємельянов Валерій Філіпчук Денис Стрелков                 | Польща Войцех Гальман Томаш Вятер Адріан Блоцький              | Німеччина Гаген Пеле Карл Доманн                             |
| 2011 | Україна Ігор Лященко Олександр Вербицький Ігор Пузанов                    | Росія Дементій Чепарьов Павло Паршин Дамір Байбіков            | Німеччина Гаген Пеле Марцель Лемберг                         |
| 2013 | Росія Павло Паршин Микола Марков Дамір Байбіков                           | Італія Віто Мінеї Франческо Фортунато Алессандро Кузмаї        | Іспанія Марк Тур Дієго Гарсія Альваро Мартін                 |
| 2015 | Іспанія Дієго Гарсія Пабло Оліва Мануель Бермудес                         | Франція Жан Бланшето Тібо Іполіт Аксель Мюттер                 | Німеччина Карл Юнгханс Натанієль Зайлер Гайнер Терп          |
| 2017 | Білорусь Микита Коляда Станіслав Кузьмич                                  | Франція Давід Кустер Жюстен Бурньє Раян Гоньє                  | Україна Віктор Шумік Едуард Забуженко Віктор Кононенко       |
| 2019 | Італія Ріккардо Орсоні Альдо Андреї Габріеле Гамба                        | Іспанія Педро Конеса Елой Орнеро Хосе Местре                   | Туреччина Сельман Ільхан Мустафа Текдаль                     |
| 2021 | Іспанія Хосе Луїс Ідальго Пол Мак-Грат Пабло Пастор                       | Франція Дімітрі Дюран Люка Древілль Флор'ян Петер              | Туреччина Серхат Гюнгер Мустафа Текдаль                      |
| 2023 | Іспанія Пабло Родрігес Рохас Пабло Постіго Габарро Данієль Морілья Гарсія | Італія Дієго Джампаоло Джузеппе Дізабато Андреа ді Карло       | Німеччина Фредерік Вайгель Джассам Абу ель Вафа Арвід Кокель |